# Псеудомембранозни колитис
Псеудомембранозни колитис је обољење које се најчешће јавља као последица дуготрајне употребе антибиотика. Тада долази до редукције нормалне бактеријске флоре црева што погодује расту и размножавању патогених бактерија. Узрочник овог обољења је Clostridium difficile. 
Обољење карактеришу болови у стомаку, проливи, дехидратација. Некада је у терапији довољно обуставити антибиотике и долази до спонтаног излечења. Антибиотска терапија подразумева метронидазол или ванкомицин.